# Stefano I Gutkeled
Stefano (I) dei Gutkeled (in ungherese Gutkeled nembeli (I.) István; in tedesco Stephan von Agram; ... – 1260) fu un influente nobile ungherese che governò il ducato di Stiria per conto dei pretendenti al trono magiari Béla e Stefano dal 1254 fino alla sua morte.
Fu inoltre uno dei primi membri di spicco della famiglia dei Gutkeled e progenitore del suo ramo Majád.

## Biografia

### Origini e relazioni familiari

Stemma dei Gutkeled

Stefano discendeva dalla stirpe dei Gutkeled, una famiglia molto estesa di origine tedesca che si recò dal ducato di Svevia in Ungheria durante il regno di Pietro nella metà dell'XI secolo, così come riferito dalle Gesta Hunnorum et Hungarorum di Simone di Kéza. Il padre di Stefano era un certo comes Dragun del ramo Sárvármonostor della famiglia. I potenti aristocratici Nicola I e Apaj Gutkeled erano cugini di Dragun, ma ciò non ha comunque consentito di individuare con precisione i loro antenati, motivo per cui resta impossibile ricostruire il legame tra i Sárvármonostor e il resto della discendenza. Stefano fu l'unico figlio di cui si ha conoscenza di Dragun.
Considerato il progenitore e il primo membro noto del ramo dei Majád, ebbe quattro figli con una moglie di cui si ignora il nome: Nicola II, Gioacchino, Stefano II e Paolo. Tutti loro ricoprirono delle cariche importanti, come ad esempio quelle di giudice reale, maestro del tesoro o di bano di Severin. Tramite il figlio più giovane Paul, Stefano divenne anche un antenato di altre famiglie nobiliari.
Gioacchino, il suo secondogenito, fu uno dei primi e più spregiudicati oligarchi attivi durante il caotico regno di Ladislao IV tra il 1270 e il 1280. Rapì addirittura il giovane Ladislao e stabilì un proprio dominio indipendente in Slavonia, sottraendosi all'autorità della corona. Dopo che nel 1277 morì, i suoi domini finirono spartiti tra i Kőszegi e i Babonić, con la conseguenza che il ramo dei Majád declinò, mentre altre discendenze della stirpe Gutkeled (ad esempio i Rakamaz, da cui ebbero origine i prestigiosi Báthory) divennero sempre più influenti.

### Attività in Ungheria
Stefano iniziò la sua carriera politica alla corte ducale di Andrea d'Ungheria, principe di Galizia, il figlio più giovane di re Andrea II, a cui prestò i propri servigi tra il 1231 e il 1234. Quando il giovane principe morì senza figli nel 1234, Stefano lasciò la Galizia e, all'indomani della morte del re Andrea II l'anno successivo, divenne un fedele sostenitore di Béla IV, asceso al trono ungherese nel 1235. Quando ebbe luogo la prima invasione mongola dell'Ungheria nel 1241, Stefano partecipò alla battaglia di Mohi, in occasione della quale l'esercito reale magiaro subì una sconfitta catastrofica contro le truppe di Batu Khan. Riuscì ad abbandonare il campo di battaglia e in seguito si unì al compagno del fuggitivo Béla IV che fuggì in Dalmazia dopo un breve e forzato attraversamento del ducato d'Austria.
Dopo la morte di Guglielmo di Sant'Omer, lontano parente del re, Stefano fu nominato maestro della cavalleria intorno all'agosto del 1242. Mantenne la dignità almeno fino all'ottobre del 1244, ma un documento la cui autenticità non è comprovata suggerisce che ricoprì tale carica fino al 1245. Oltre a ciò, Stefano ricoprì anche il ruolo di ispán/župan del Vrbas (o comitato di Orbász) dal 1243 al 1244/1245; è inoltre il primo nobile di cui si ha conoscenza ad amministrare in veste di ispán in Bassa Slavonia. Dal 1245 al 1246, operò come giudice reale e ispán del comitato di Nitra.
Nel 1246, fu nominato palatino d'Ungheria da Béla IV, rimpiazzando dunque Dionigi Türje, e preservò quella posizione fino al 1247 o 1248. Durante quel periodo, nel 1246, governò anche il comitato di Somogy. In questa veste, partecipò alla battaglia del fiume Leita nel giugno 1246, in occasione della quale Federico II d'Austria perse la vita e la linea maschile dei Babenberg si estinse. Si conosce l'esistenza di tre carte secondo cui Stefano mediò in diversi contenziosi a Szántó (comitato di Zala) e Baksa (comitato di Baranya). Dal 1230, i monarchi affidarono occasionalmente ai palatini, insieme ad altri baroni del regno, dei compiti specifici. Ad esempio, Stefano Gutkeled e l'ispán Csák Hahót ordinarono di distruggere i mulini costruiti senza autorizzazione sul fiume Rába su ordine di Béla IV.
In virtù dei leali servigi da lui prestati, Stefani Gutkeled ottenne diverse terre durante la sua lunga e decennale carriera. Béla IV donò nel 1245 i possedimenti di Halász, Timár, Nagyfalu e Gáva nel comitato di Szabolcs, le quali aree erano allora disabitate dopo l'invasione mongola e originariamente appartenevano agli accessori del castello reale di Szabolcs. Stefano ripopolò questi insediamenti negli anni successivi. Stefano acquistò la signoria di Széplak (la moderna Mintiu Gherlii, in Romania) lungo il fiume Szamos (Someș) dal suo parente Paolo Gutkeled (del ramo Szilágy o Lothard della stirpe) nel 1246. La signoria allora si componeva di quattro villaggi, Széplak, Mikó, Álos e Ugróc (odierna Ugruțiu, in Romania). In seguito, tuttavia, Stefano scambiò queste terre con i suoi parenti per espandere la signoria di Majád nel comitato di Sopron (Sankt Margarethen im Burgenland, in Austria). Dopo la sua nomina a bano di Slavonia, riuscì ad impossessarsi di varie terre anche in quella provincia. Gli fu concessa in particolare Zlath, che si trovava tra i fiumi Kupa e Una e un'altra chiamata Vrh, vicino a Tenin, nel 1251. Acquistò anche possedimenti terrieri e villaggi vicino a Zrin. È possibile che lui o i suoi figli avessero costruito il castello di Sjeničak Lasinjski (Sztenicsnyák) vicino a Karlovac, nel comitato di Zagabria. Possedeva anche degli appezzamenti in località già anticamente in mano ai Gutkeled, ovvero Gút, nella comitato di Albareale, nel 1254. Stefano acquistò Dada nel comitato di Szabolcs nello stesso anno, oltre ad alcuni feudi lungo il fiume Bodrog nel comitato di Zemplén.

### Bano/Duca di Slavonia
Nel 1248, Stefano divenne bano di Slavonia, una posizione che mantenne per un mandato di 11 anni, fino alla sua morte. Adottò il titolo di dux nel 1252, dopo che Béla IV glielo conferì, al fine di sottolineare la continuità del governo ducale separato sulla Slavonia. Come conferma un documento della corona emesso nel 1254, il suo titolo per esteso era quello di "bano e duca di Slavonia". A volte, viene altresì definito "duca di Zagabria" (dux Zagrabiensis), come nel caso delle cronache realizzate in Stiria, circostanza la quale giustifica come mai la storiografia austriaca lo chiama spesso «Stephan von Agram». Dopo l'invasione mongola, la provincia della Slavonia e la Croazia ebbero un'importante funzione di difesa dei confini, con il risultato che, di conseguenza, il titolo reale di duca di Slavonia finì nelle mani di potenti aristocratici, come Dionigi Türje e Stefano Gutkeled, mentre il figlio del re, il duca Stefano era ancora minorenne. In Slavonia, Stefano agì in veste di viceré di Béla, stando a quanto attestato da una carta reale del 1248. Sotto Stefano, sempre più fonti identificarono il fiume Drava come limite nord-orientale del Banato di Slavonia, malgrado non si trattasse di un confine politico in senso stretto, poiché i territori delle contee del Transdanubio meridionale (Zala, Somogy e Baranya) si estendevano oltre il corso d'acqua. Stefano risiedeva a Zagabria e governava la regione dalla sua fortezza, dove aveva anche una propria corte ducale. Ciò gli permise di elaborare con il passare del tempo un sistema di vassallaggio in Slavonia composto da servitori reali e parenti. Nel 1256, Benedetto, il canonico di Zagabria, rappresentò Stefano nella coniazione e nella camera a Pakrac.

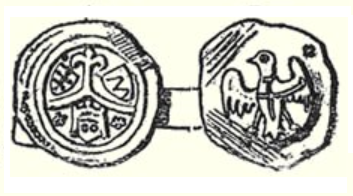
Monete di tipo banovac del bano Stefano Gutkeled (1255)

Tuttavia, il bano Stefano fu coinvolto in un conflitto con diverse città della Dalmazia durante il suo decennio di amministrazione. Ad esempio, suo figlio e bano Nicola Gutkeled dovette occuparsi di mediare quando suo padre usurpò illegalmente terre dalla città di Traù. In seguito alla morte improvvisa di Ugrino II Csák, arcivescovo di Spalato, il re Béla IV nominò Stefano come comes (ispán o zupano) di Spalato nel 1249, che divenne così il rappresentante supremo degli affari secolari del potere reale in Dalmazia. Stefano cedette temporaneamente il titolo di comes di Spalato a un certo Mihailo nel 1251, riprendendo il controllo dell'amministrazione della città dal 1252 al 1258. Stefano è menzionato per l'ultima volta come comes di Spalato nel settembre 1258. Stefano fu anche definito comes di Traù almeno dal 1253 e quanto meno fino al 1257. Dal 1259, due tali di nome Alessandro e Butko (Butheco) ricoprirono il ruolo di bani delle province marittime (ad esempio la Dalmazia), implicando il ritiro di Stefano dalla regione poco prima della sua morte.
Stefano costruì diversi castelli (tra cui Iablanaz) lungo i confini come parte delle riforme radicali di Béla introdotte dopo l'invasione mongola. Inoltre, si trasferì con degli hospites ("ospiti" o "stranieri") nella città di Križevci e donò privilegi al nuovo insediamento abitato. Stefano fu il primo feudatario secolare in Ungheria, che fondò un insediamento quando insediò gli abitanti dell'isola di Arbe lungo le mura del castello di Iablanaz nel 1251. Stefano concesse ai suoi cittadini gli stessi privilegi delle persone di Traù, Sebenico e di altre città costiere della Dalmazia (ad esempio, la libera elezione del comes, il superiore locale, l'esenzione dai dazi doganali e la limitazione dell'immigrazione esterna). Tra l'aprile del 1255 e l'inizio del 1257, Béla IV incaricò Stefano di supervisionare le vecchie concessioni terriere della corona nella provincia della Slavonia.
Stephen Gutkeled fu anche famoso perché primo bano a coniare un denarius d'argento valido in tutta la Slavonia, il cosiddetto banovac o banski denar. Le prime monete furono lavorate nel 1255 a Pakrac, come attestato da un atto regio del 1256 di Béla IV. Le monete di Stefano accertano l'influenza raggiunta della Stiria, una considerazione questa avanzata dallo storico Bálint Hóman nel suo lavoro di grande impatto del 1916. Successivamente, nel 1260, il luogo di conio si spostò da Pakrac a Zagabria. I banovac sotto lui emessi venivano ritenuti di alta qualità e quando iniziò la coniazione di monete d'oro sotto Carlo I d'Ungheria nel 1323, le monete di Gutkeled furono prese da esempio e base per i nuovi fiorini. La moneta realizzata dal bano di Slavonia (e della Croazia) continuò a venire battuta fino al 1350.

### Capitano della Stiria

#### Amministrazione

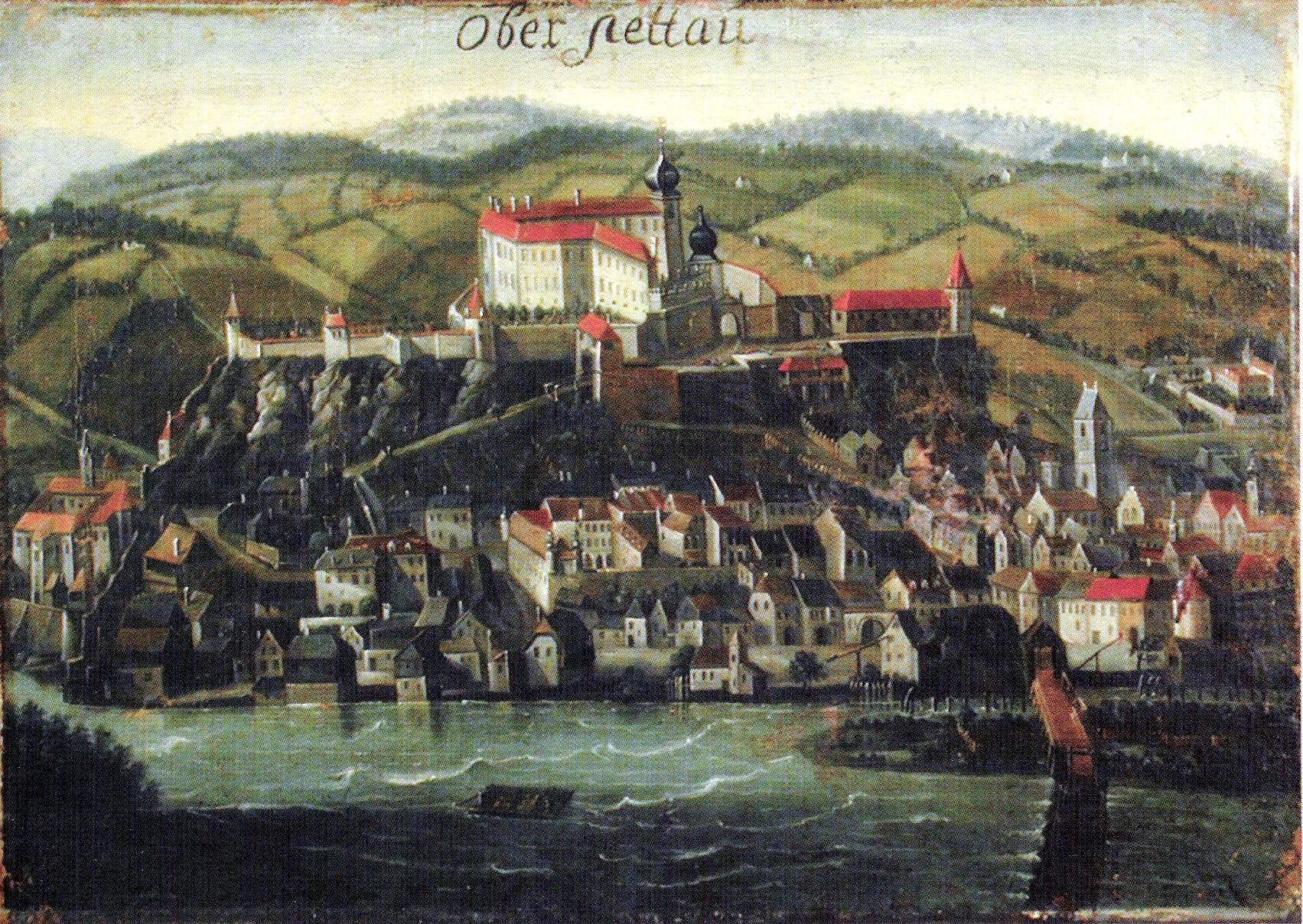
Stefano Gutkeled governò la Stiria dal Castello di Pettau tra il 1254 e il 1260

Béla IV, in conformità di un trattato stipulato a Presburgo (oggi Bratislava, in Slovacchia), acquisì il ducato di Stiria dal suo rivale Ottocaro II di Boemia il 1° maggio 1254 dopo una serie di guerre. Stefano Gutkeled fu tra i dignitari ungheresi che redassero e ratificarono i punti di pace nell'accordo tra i due regni nel mese precedente a Buda, sotto la mediazione del legato papale Bernadino Caracciolo dei Rossi, vescovo di Napoli. Successivamente, Stefano Gutkeled fu nominato capitano (cioè governatore) della Stiria (in latino capitaneus Stirie) in quell'anno, pur mantenendo anche la dignità di bano e duca di Slavonia. Alcune opere accademiche del XIX secolo hanno identificato erroneamente il capitano con Stefano II Šubić, padre dell'influente Paolo I Šubić. La storica Veronika Rudolf ha sottolineato che il lungo confine comune tra Slavonia e Stiria ha reso Stephen Gutkeled un candidato ideale per la posizione, che aveva una vasta conoscenza locale della zona. In questo processo, la Slavonia svolse per lui il ruolo di entroterra, facilitando il trasferimento di risorse materiali e umane per amministrare il nuovo territorio. Per quanto riguarda i suoi statuti che trattavano degli affari della Stiria, Stefano usò il titolo «banus, dux (totius) Sclavonie ac capitaneus Styrie» e, in un'occasione, «dominus dux Zagrabie ac capitaneus Styrie gloriosus». Stefano appare per la prima volta come capitano nella provincia conquistata solo nell'autunno del 1254. Convocò la sua prima Landtaiding (assemblea provinciale) a Feldkirchen il 10 settembre 1254. Uno statuto con una breve nota implica, tuttavia, che Stefano risiedesse già in Stiria a luglio. Le assemblee successive furono convocate a Graz nel gennaio 1255 e a Leoben nel maggio 1257, entrambe presiedute da Stefano Gutkeled. Dopo il 1257, Stefano Gutkeled rimase spesso nella provincia per mesi, mentre prima appariva al massimo una volta all'anno, solo a Graz. Questo fenomeno riflette il fatto che Stefano consolidò gradualmente il suo governo e ampliò leggermente la sua influenza sulle parti settentrionali della Stiria entro quell'anno.
Veronika Rudolf ha sottolineato che il titolo di Stefano riflette la continuità del sistema di Landeshauptmann adottato da Federico II di Svevia, quindi Béla IV cercò di adattare il sistema di governo alle condizioni locali. Stefano Gutkeled amministrò la provincia occupata dal castello di Pettau (la moderna Ptuj, in Slovenia) per conto di Béla, che adottò il titolo di Duca di Stiria, in contrasto con le pretese di Ottocaro. Durante il suo regno, Stefano sostenne la chiesa locale e la nobiltà in Bassa Stiria, ma anche alcuni nobili dell'Alta Stiria si unirono alla sua coalizione entro la fine del 1256. Al contrario, Veronika Rudolf ha ritenuto che Stefano Gutkeled risiedesse prevalentemente a Graz. Sotto Stefano Gutkeled, quei nobili locali e ministeriali fedeli al dominio ungherese furono nominati alle posizioni più elevate in Stiria. Ad esempio, Gottfried von Marburg fu nominato giudice provinciale, mentre Berthold von Treun e poi Federico V von Pettau divennero marescialli della Stiria. Secondo Rudolf, sia Gottfried che Federico si occupavano degli affari quotidiani tra due assemblee provinciali quando Stefano non risiedeva stabilmente in Stiria. Oltre a ciò, in Stiria operavano anche dei funzionari ungheresi, ma solo in misura limitata. Ladislao, il vescovo di Tenin è menzionato una volta come membro della famiglia di Stefano nel 1254, mentre alcuni storici (Othmar Karrer) hanno sostenuto che Frank Locsmándi funse da vice di Stefano Gutkeled durante gli anni ungheresi, che agì anche come inviato speciale di Béla IV nei casi di possesso lungo il confine tra Stiria e Ungheria. Accanto a Pettau, anche il forte di Bad Radkersburg coincise con un'importante roccaforte del regno magiaro; ad esempio, i nobili Rolando Rátót e Dionigi Türje vi pronunciarono lì una sentenza in una causa ungherese nel 1255.
L'amministrazione ungherese guidata da Stefano cercò di porre fine al periodo anarchico dopo l'estinzione della dinastia dei Babenberg. Nella maggior parte dei casi, gli ordini del giorno delle assemblee provinciali includevano il risarcimento e la mediazione delle controversie. La confisca temporanea ebbe luogo solo in due casi, secondo fonti sopravvissute. L'amministrazione di Stefano protesse in particolar modo le chiese e gli ordini monastici, confermandone anche i privilegi. Di conseguenza, il clero della Stiria, guidato dal vescovo Ulrico di Seckau, sostenne con enfasi il dominio ungherese sul ducato. Con questi favori, Béla IV e Stefano Gutkeled tentarono di controbilanciare Filippo di Carinzia, che fu eletto arcivescovo di Salisburgo e che non sostenne affatto il dominio ungherese in Stiria. Oltre alla chiesa, il governo di Stefano era sostenuto dai ministeriales principalmente nella regione meridionale e centrale, nell'area attorno a Graz e lungo il fiume Drava vicino al confine con la Slavonia (ad esempio le famiglie von Pettau, von Wildon e von Treun). Alcune famiglie influenti, tra cui gli Stubenberg e i Pfannberg, non riconobbero la legittimità di Stefano, ma si trovavano chiaramente in una fazione di minoranza.

#### Ribellioni
Malgrado gli sforzi, Stefano non riuscì a consolidare il dominio ungherese in Stiria. Per ragioni sconosciute, Stefano Gutkeled convocò Sigfrido von Mahrenberg, uno dei ministeriali, nella sua sede di Graz, il quale, tuttavia, si rifiutò di comparire davanti alla sua corte. Successivamente, il capitano marciò verso Mahrenberg (oggi Radlje ob Dravi, in Slovenia) e assediò il forte con le sue truppe. La Steirische Reimchronik sostiene che Stefano bramasse la «gloria militare», dopo "che gli era stata raccontata ogni genere di bugie sul signore di Mahrenberg». Lo storico austriaco Gerhard Pferschy ha affermato che Stefano Gutkeled volesse proteggere la strada per la Carinzia occupando il castello per fornire assistenza ai bavaresi nella loro guerra di difesa contro Ottocaro II. Inaspettatamente, i nobili della Stiria lungo la fiume Drava con la guida dei fratelli Pettau, Federico V e Hartnid II, assieme anche a Bertoldo von Treun, si ribellarono contro Stefano Gutkeled e lo sconfissero all'inizio del 1258. Stefano Gutkeled assediò senza successo la vecchia città in cui si era insediato, Pettau, nella prima metà dell'anno, difesa da Siegfried von Mahrenberg, che sconfisse le truppe ungheresi. Il bano Stefano riuscì a malapena a fuggire dal campo di battaglia, quando attraversò a nuoto la Drava insieme al suo cavallo. La Steirische Reimchronik attesta che Stefano fuggì a Marburgo (oggi Maribor, Slovenia) inseguito dall'esercito di Hartnid von Pettau. In seguito, fuggì ulteriormente a Ankenstein (Grad Borl, in Slovenia), dove invocò l'assistenza dal duca Stefano, figlio di Béla IV.
Diverse cronache austriache, ad esempio la Steirische Reimchronik ("Cronaca in rima della Stiria") di Ottocaro aus der Gaal, Giovanni di Viktring e la Chronicon rhythmicum Austriacum ("Cronaca in rima austriaca"), indicarono l'oppressione degli stiriani, le tasse elevate appena imposte e il violento dominio ungherese come cause della ribellione. Diversi storici, tra cui Gyula Pauler, Bálint Hóman, Othmar Karrer e Richard Marsina hanno creduto verosimile questa argomentazione. Altri studiosi hanno fatto riferimento all'inaffidabilità di Ottocaro aus der Gaal, per il quale l'oppressione degli stiriani si presenta come un topos costante. Inoltre, la sua opera contiene molti errori non trascurabili riguardanti il governatorato di Stefano Gutkeled. Ad esempio, la Steirische Reimchronik afferma che Stephen Gutkeled «era un uomo sprezzante e mal sopportato da tutti, che proclamava a gran voce che il suo signore [Béla] aveva comprato questo paese [la Stiria]». L'autore afferma che Stefano infrangeva sempre le regole del decoro (i suoi frequenti topos riguardanti gli ungheresi) e che sua figlia chiamata Graetze nacque durante il suo regno come capitano. L'opera afferma erroneamente che Stefano Gutkeled fu presto sostituito da Hahold IV Hahót come capitano della Stiria. Pertanto, diversi storici, ad esempio Gerhard Pferschy o Jenő Szűcs, hanno ipotizzato che i magiari favorissero eccessivamente le chiese e si pronunciassero contro i nobili e i ministeriali in molti procedimenti di risarcimento. Veronika Rudolf ha sottolineato che non vi è traccia di un diffuso malcontento sociale nelle fonti contemporanee. Le frequenti assenze di Stefano potrebbero anche aver contribuito allo sviluppo della ribellione, mentre Ottocaro prestava particolare attenzione alle sue nuove acquisizioni in Austria. Lo storico Gyula Kristó riteneva che il fallimento dell'amministrazione ungherese fosse stato causato dalla contropropaganda e dall'attività dei boemi.
Stefano Gutkeled dovette fuggire dalla Stiria, tuttavia Béla e suo figlio, il duca Stefano, invasero congiuntamente la Stiria con truppe ausiliarie perlopiù cumane nel giugno 1258, al fine di ripristinare la sua sovranità. L'esercito reale ungherese assediò e occupò Mahrenberg, poi Pettau a fine giugno o inizio luglio. In contemporanea, un piccolo contingente si impossessò di Königsberg, a sud della Drava (oggi Kunšperk, in Slovenia). Per evitare spargimenti di sangue, Ulrico di Seckau impegnò il castello di Pettau per 3 000 marchi d'argento a Béla IV. La loro campagna era anche collegata alla guerra di successione tra Filippo di Spanheim e Ulrico di Seckau per l'arcivescovado di Salisburgo. Nel settembre 1258, un'armata composta da 500 soldati di Ulrico subì una pesante disfatta per opera truppe di Filippo a Radstadt. Successivamente, Ulrico fece ritorno in Stiria.
Béla nominò il primogenito, Stefano, come nuovo duca di Stiria dopo la repressione dei tumulti e il successore stabilì la sua corte ducale a Pettau. Sebbene Stefano Gutkeled si fregiò continuamente del titolo di capitano della Stiria, gli venne assegnato un ruolo molto più piccolo rispetto alla presenza personale del duca, e non assunse più un potere reale nell'amministrazione della provincia. Il duca Stefano e il suo capitano, Stefano Gutkeled lanciarono un'incursione di saccheggio in Carinzia nella primavera del 1259, come rappresaglia per il sostegno del duca Ulrico III di Carinzia (fratello dell'arcivescovo Filippo) ai ribelli della Stiria. Poco dopo la provincia perse per gli ungheresi, quando i signori della Stiria cercarono assistenza da Ottocaro e sconfissero l'esercito magiaro nella battaglia di Kressenbrunn il 12 giugno 1260. Anche Stefano Gutkeled prese parte alla battaglia, secondo una carta reale del 1263, che dimostra che era ancora vivo a quel tempo. Morì nella seconda metà del 1260.